# Keyvan Andres Soori

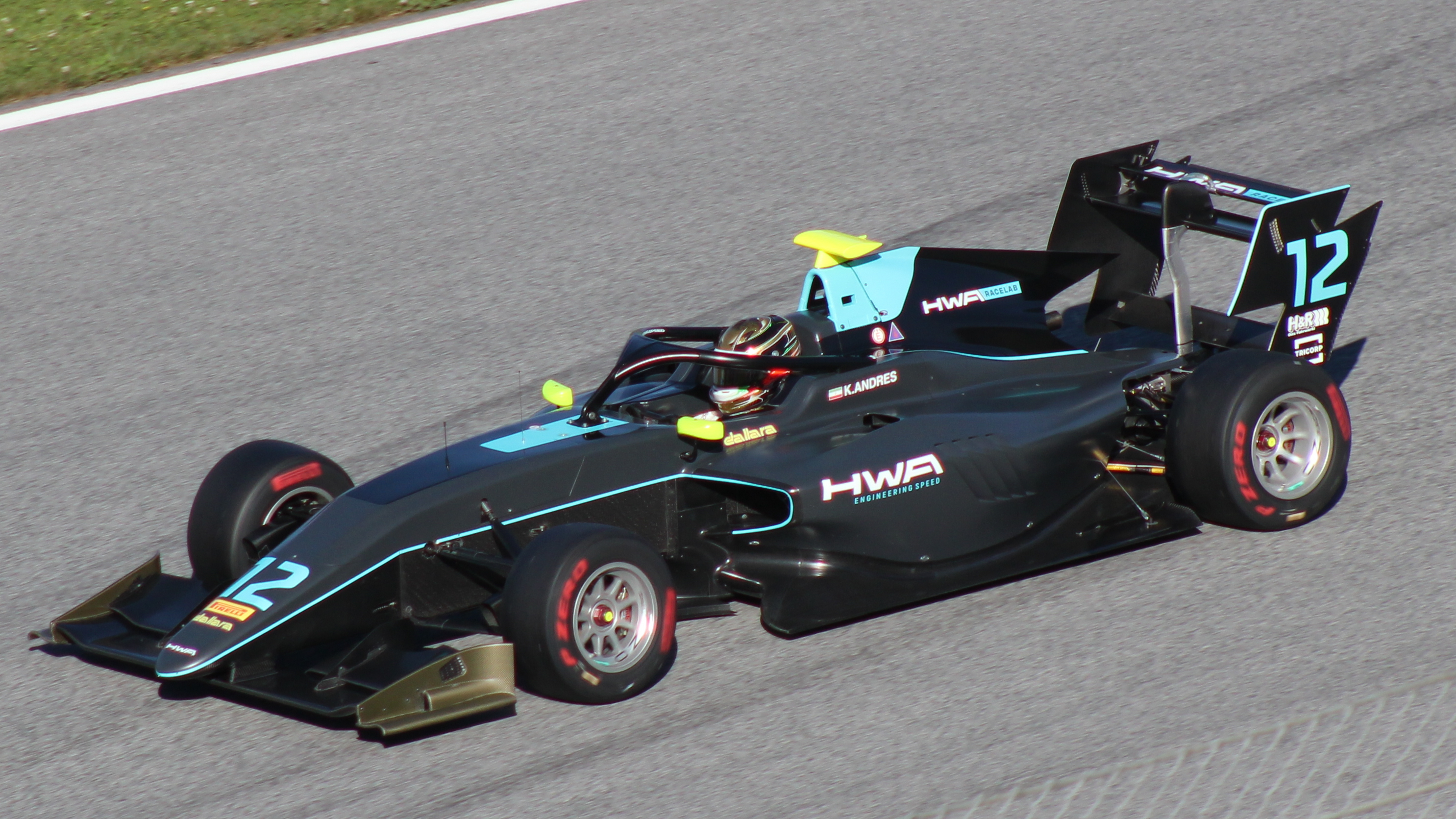
Keyvan Andres Soori beim Formel-3-Rennen in Spielberg 2019

Keyvan Andres Soori (* 8. März 2000 in Köln) ist ein deutscher Automobilrennfahrer. Er startet seit 2017 in der europäischen Formel-3-Meisterschaft.

## Karriere
Andres Soori begann seine Motorsportkarriere 2011 im Kartsport, in dem er bis 2013 aktiv blieb. Im Winter 2012/13 debütierte er im nordamerikanischen Formelsport und nahm an der Winterserie der Skip Barber Formel 2000 teil. Nach dem 40. Gesamtplatz in der Winterserie wurde er im Sommer mit einem Sieg Elfter der Sommermeisterschaft. Im Winter 2013/14 trat er erneut zur Winterserie der Skip Barber Formel 2000 an und erzielte den Gesamtsieg.
2014 wechselte Andres Soori in den professionellen nordamerikanischen Formelsport und erhielt bei Cape Motorsports w/ Wayne Taylor Racing ein Cockpit in der U.S. F2000 National Championship und beendete seine Debütsaison auf dem 16. Gesamtrang. 2015 blieb Andres Soori in der U.S. F2000 National Championship und startete für ArmsUp Motorsports. Er wurde 15. in der Winterserie und verbesserte sich in der Hauptserie auf den elften Platz im Gesamtklassement. Ferner fuhr er für K-Hill Motorsports einige Rennen in der Atlantic Championship. Mit fünf Siegen wurde er Gesamtfünfter.
2016 wechselte Andres Soori in den europäischen Formelsport und trat für Carlin Motorsport in der Euroformula Open an. Er schloss die Saison auf dem zwölften Platz der Fahrerwertung ab. Darüber hinaus nahm er für Mücke Motorsport am Macau Grand Prix teil. Anfang 2017 bestritt Andres Soori für Giles Motorsport in Neuseeland die Toyota Racing Series und erreichte den elften Gesamtrang. Anschließend ging Andres Soori 2017 für Motopark in der europäischen Formel-3-Meisterschaft an den Start. 2018 tritt er wieder in der europäischen Formel-3-Meisterschaft an, dieses Mal mit Van Amersfoort Racing.

## Statistik

### Karrierestationen
| - 2011–2013: Kartsport - 2013: Skip Barber Formel 2000, Winter (Platz 40) - 2013: Skip Barber Formel 2000, Sommer (Platz 11) - 2014: Skip Barber Formel 2000, Winter (Meister) | - 2014: U.S. F2000 National Championship (Platz 16) - 2015: U.S. F2000 National Championship, Winter (Platz 15) - 2015: U.S. F2000 National Championship (Platz 11) - 2015: Atlantic Championship (Platz 5) | - 2016: Euroformula Open (Platz 12) - 2017: Toyota Racing Series (Platz 11) - 2017: Europäische Formel 3 - 2018: Europäische Formel 3 |

### Einzelergebnisse in der europäischen Formel-3-Meisterschaft
| Jahr | Team     | Motor      | 1   | 2   | 3   | 4   | 5   | 6   | 7   | 8   | 9   | 10  | 11  | 12  | 13  | 14  | 15  | 16  | 17  | 18  | 19  | 20  | 21  | 22  | 23  | 24  | 25  | 26  | 27  | 28  | 29  | 30  | Punkte | Rang |
| ---- | -------- | ---------- | --- | --- | --- | --- | --- | --- | --- | --- | --- | --- | --- | --- | --- | --- | --- | --- | --- | --- | --- | --- | --- | --- | --- | --- | --- | --- | --- | --- | --- | --- | ------ | ---- |
| 2017 | Motopark | Volkswagen | SIL | SIL | SIL | MNZ | MNZ | MNZ | PAU | PAU | PAU | HUN | HUN | HUN | NOR | NOR | NOR | SPA | SPA | SPA | ZAN | ZAN | ZAN | NÜR | NÜR | NÜR | SPI | SPI | SPI | HOC | HOC | HOC | 0      | –    |
| 2017 | Motopark | Volkswagen | 15  | 14  | 16  | 15* | 12  | DNF | 12  | 15  | DNF | 14  | 17  | 16  | 14  | 17  | 14  | 13  | 12  | 13  | 12  | 13  | 15  | 17  | 19  | 14  | 15  | 14  | DNF | 20  | DNF | 13  | 0      | –    |